# کشتی در المپیک تابستانی ۱۹۲۰
کشتی در بازی‌های المپیک تابستانی ۱۹۲۰ نام رویداد ورزش کشتی در بازی‌های المپیک تابستانی بود که در سال ۱۹۲۰ برگزار شد.

## مدال‌آوران

### فرنگی مردان
| بازی‌ها            | طلا                         | نقره                    | برنز                    |
| Featherweight     | اسکار دیوید فریمان · فنلاند | هیکی کاهکونن · فنلاند   | فریتیوف اسونسون · سوئد  |
| Lightweight       | امیل ارنست وار · فنلاند     | تاوی تامینن · فنلاند    | فریتیوف آندرشن · نروژ   |
| Middleweight      | کارل وستریرن · سوئد         | آرتور لیندفورس · فنلاند | ماسا پرتیلا · فنلاند    |
| Light heavyweight | کلاوس یوهانسون · سوئد       | ادیل روسنکویست · فنلاند | یوهانس اریکسن · دانمارک |
| Heavyweight       | آدولف لیندفورس · فنلاند     | پل هنسن · دانمارک       | مارتی نیمینن · فنلاند   |

### آزاد مردان
| بازی‌ها            | طلا                               | نقره                             | برنز                               |
| Featherweight     | چارلز آکرلی · ایالات متحده آمریکا | سم گرسون · ایالات متحده آمریکا   | برنارد برنارد · بریتانیای کبیر     |
| Lightweight       | کاله آنتیلا · فنلاند              | گوتفرید اسونسون · سوئد           | پیتر رایت · بریتانیای کبیر         |
| Middleweight      | اینو لینو · فنلاند                | واینو پنتالا · فنلاند            | چارلی جانسون · ایالات متحده آمریکا |
| Light heavyweight | آندرش لارشون · سوئد               | چارلز کورانت · سوئیس             | والتر ماورر · ایالات متحده آمریکا  |
| Heavyweight       | روبرت روت · سوئیس                 | نات پندلتن · ایالات متحده آمریکا | فرد میر · ایالات متحده آمریکا      |
| Heavyweight       | روبرت روت · سوئیس                 | نات پندلتن · ایالات متحده آمریکا | ارنست نیلسون · سوئد                |

## جدول مدال‌ها
| رتبه  | کشور                      | طلا | نقره | برنز | مجموع |
| ۱     | فنلاند (FIN)              | ۵   | ۵    | ۲    | ۱۲    |
| ۲     | سوئد (SWE)                | ۳   | ۱    | ۲    | ۶     |
| ۳     | ایالات متحده آمریکا (USA) | ۱   | ۲    | ۳    | ۶     |
| ۴     | سوئیس (SUI)               | ۱   | ۱    | ۰    | ۲     |
| ۵     | دانمارک (DEN)             | ۰   | ۱    | ۱    | ۲     |
| ۶     | بریتانیای کبیر (GBR)      | ۰   | ۰    | ۲    | ۲     |
| ۷     | نروژ (NOR)                | ۰   | ۰    | ۱    | ۱     |
|       |                           |     |      |      |       |
| مجموع | مجموع                     | ۱۰  | ۱۰   | ۱۱   | ۳۱    |

## کشورهای شرکت‌کننده
در مجموع ۱۵۲ کشتی‌گیر از ۱۹ کشور در مسابقات کشتی بازی‌های المپیک تابستانی ۱۹۲۰ آنتورپ شرکت کرده‌اند:
- بلژیک (۱۲)
- کانادا (۱)
- چکسلواکی (۱۰)
- دانمارک (۱۰)
- مصر (۱)
- استونی (۴)
- فنلاند (۱۸)
- فرانسه (۱۷)
- بریتانیای کبیر (۱۰)
- یونان (۵)
- هند (۲)
- ایتالیا (۸)
- لوکزامبورگ (۲)
- هلند (۹)
- نروژ (۷)
- آفریقای جنوبی (۱)
- سوئد (۱۳)
- سوئیس (۴)
- ایالات متحده آمریکا (۱۸)